# Walce (gmina w rejencji opolskiej)
Walce (niem. Amtsbezirk Walzen) – zbiorowa gmina wiejska (Amtsbezirk) w powiecie prudnickim, rejencji opolskiej. Funkcjonowała w latach 1874–1945 w Rzeszy Niemieckiej. Siedzibą gminy były Walce (Walzen).
Gminę Walce utworzono 1 maja 1874 na obszarze powiatu prudnickiego. Powstała z obszaru gromad Walce, Rozkochów (Rosnochau), Ćwiercie (Schwärze) i Zabierzów oraz czterech majątków ziemskich.
Jednostka przetrwała do 1945 roku. Po II wojnie światowej została zniesiona. W grudniu 1945 władze polskie utworzyły w reaktywowanym powiecie prudnickim gminę Walce w innych granicach administracyjnych.